# 홍두영
홍두영(洪斗榮, 1925년 11월 23일~2010년 2월 17일)은 대한민국의 기업인으로, 남양유업의 창업주이다.

## 출신 학교
- 와세다제1고등학교
- 와세다대학교 불어불문학 수료

## 경력
- 남양상사 전무이사
- 남양유업 대표이사 사장
- 남양유업 대표이사 회장
- 남양유업 명예 회장

## 수상 경력
- 철탑산업훈장
- 대통령 표창